# Nínox gros
El nínox gros (Ninox strenua) és una espècie d'ocell de la família dels estrígids (Strigidae). Habita boscos i matolls del sud-est d'Austràlia, des del sud-est de Queensland, cap al sud, a través de Nova Gal·les del Sud, fins al sud de Victòria. El seu estat de conservació es considera de risc mínim.